# André Spitzer
André Spitzer (en hebreo: אנדרי שפיצר‎ (Rumania, 4 de julio de 1945-Múnich, 6 de septiembre de 1972) fue un esgrimista israelí, entrenador del equipo de esgrima de Israel en los Juegos Olímpicos de Múnich 1972. Fue uno de los 11 atletas y entrenadores tomados como rehenes y posteriormente asesinados por el comando terrorista Septiembre Negro en la masacre de Múnich.

## Biografía
Spitzer nació en Timișoara en Rumania. Tras la muerte de su padre, Andre y su madre hicieron aliá a Israel en 1964. Sirvió en la Fuerza Aérea de Israel y asistió al Instituto Wingate, donde estudió esgrima.
Spitzer se trasladó a La Haya, Holanda, en 1968 con el fin de perfeccionarse y trabajar como entrenador de esgrima. Su primer año en los Países Bajos se alojó con la familia Smitslu en Scheveningen, al norte de La Haya. Fue en su estadía en Europa donde conoció a su futura esposa, Anky, con quien se casó en 1971. Ese mismo año decidió regresar a Israel, donde Spitzer ayudó a fundar la Academia Nacional de Esgrima. Con sólo 27 años, Spitzer era el mejor entrenador de esgrima de Israel, y el principal instructor de esgrima en el Instituto Orde Wingate de Educación Física, institución superior de Israel para la instrucción de deportes. 
Vivió en Ramat Gan con Anky, su esposa, y Anouk, su bebé nacida unos meses antes de volar rumbo a los Juegos Olímpicos de Múnich. 

## Olimpiadas de Múnich
Los Spitzer fueron a Múnich con el resto del equipo israelí, pero Anouk quedó a cargo de sus abuelos en Países Bajos.
Ankie Spitzer recordó el idealismo de su marido y la actitud hacia las Olimpiadas:

(Paseando por la Villa Olímpica) ...señaló a miembros del equipo libanés, y me dijo que iba a ir a saludarlos... ¿Le dije, "¿Estás loco? ¡Ellos son de Líbano!" Israel estaba en estado de guerra con Líbano entonces. "Anky", dijo Andre tranquilamente, "eso es exactamente de lo que los Juegos Olímpicos se trata. Aquí puedo ir a ellos, puedo dirigirme a ellos, puedo preguntarles como están. Eso es exactamente de lo que los Juegos Olímpicos se trata." Entonces fue... hacia el equipo libanés, y... les preguntó "¿Cómo fueron sus resultados? Soy de Israel, cómo te fue?" Y para mi asombro, ví que (los libaneses) le respondieron y le estrecharon la mano y se dirigieron a él y ellos le preguntaron sobre sus resultados. Nunca olvidaré, cuando él giró y volvió hacia mí con una gran sonrisa en su rostro. "¡Ya lo ves!" dijo Andre con emoción. "Esto es con lo que yo soñaba. ¡Yo sabía que esto iba a pasar!"
(Reeve 2001, pgs. 52-53

Durante los juegos, los Andre y Anky debieron acudir de emergencia a Holanda ya que su hija había sido hospitalizada con un ataque incesante de llanto. Tras la llegada, los doctores les informaron que todo estaba bien y que Andre podría reincorporarse junto a sus compañeros de equipo en las Olimpiadas. Andre perdió su tren, pero su esposa le condujo a toda prisa a la estación de Eindhoven, donde Andre subió al tren sin boleto.

## Ataque terrorista y muerte de Spitzer
Spitzer llegó a Múnich aproximadamente 4 horas antes de que los terroristas entraran en los cuartos israelíes, mataron al entrenador Moshe Weinberg y al levantador de pesas Yossef Romano, y tomaron a Spitzer y a 8 compañeros de su equipo como rehenes.
Spitzer fue visto una vez durante la crisis, estando de pie en una ventana en camiseta blanca y sus manos atadas delante de él, dirigiéndose a los negociadores. En cierta ocasión, cuando Spitzer trató de dar a los negociadores alguna información que los terroristas no quisieron que ellos tuvieran, uno de los terroristas golpeó a Spitzer en la cabeza con el extremo de un fusil de asalto AK-47 y le separaron de la ventana. Era la última vez que la mayor parte de la gente vio a Spitzer vivo.
Después de 20 horas de negociaciones tensas, los rehenes y los terroristas volaron en helicóptero a la base aérea de Fürstenfeldbruck donde los terroristas creyeron que ellos volarían en avión a una nación árabe amistosa. En cambio, la patrulla de frontera bávara y la policía de Múnich intentaron una operación de emboscada/rescate mal preparada. Después de un feroz tiroteo de dos horas, Spitzer miró inútilmente cuando le dispararon a cuatro de sus compañeros de equipo, luego incinerados cuando una granada fue hecha detonar dentro de su helicóptero.
Poco después, Spitzer y cuatro más de sus compañeros de equipo fueron fatalmente heridos por los terroristas. Cinco de los terroristas y un general de brigada de la policía de Múnich también fueron muertos en el tiroteo.

## Consecuencias
Spitzer fue sepultado junto con cuatro de sus compañeros de equipo en el cementerio Kiryat Shaul en Tel-Aviv, Israel.
Ankie Spitzer, aunque volvió a casarse, condujo la lucha para conseguir que el gobierno alemán admitiera su culpabilidad en el fallido rescate de Andre y los demás. En 2004, un acuerdo financiero fue alcanzado entre el gobierno alemán y las familias de las víctimas de Múnich.